# 车臣语维基百科
车臣语维基百科为维基百科协作计划之车臣语版本，由非营利组织维基媒体基金会维护运作。创立于2005年2月28日，截止到2017年一月已经创建159680项条目。